# 자생한방병원
자생한방병원은 허리디스크, 목디스크, 척추관협착증 등의 척추관절질환을 비수술적으로 접근해 치료하는 대한민국의 한방병원이다. 보건복지부 지정 한방척추전문병원, 보건복지부 인증 의료기관으로 1988년 한의원으로 진료를 시작하여 1990년 3월 자생한의원으로 개원 후 1999년 7월 7일 자생한방병원으로 확장 이전 및 개원하였다.
자생한방병원(Jaseng Hospital of Korean Medicine)은 서울특별시 서울 강남구 강남대로 536(논현동)에 위치한 한방병원이다. 지하철 7호선 논현역 2번 출구 앞에 있다.
비수술치료법의 표준화와 객관화를 위한 연구를 꾸준히 하고 있으며 고객중심, 주인의식, 변화선도, 실행중심, 인재존중을 핵심 비전으로 두고있다.
1990년 자생한의원으로 개원 이래 동작침(MSAT)과 같은 자생만의 비수술 치료법으로 연간 200,000 명의 환자를 치료하고 총 140 만 회의 치료를 제공하고 있다. 현재 전국 21곳의 자생한방병의원에서 표준화된 자생 비수술치료를 받을 수 있다. 약 400여 명의 의료진이 최상의 치료를 제공하고 있고, 특히 중증 환자들을 위한 1,300 개 이상의 입원 환자용 침대도 보유하고 있다.
자생한방병원은 한방에 양방의 진단⋅비수술치료법도 함께 적용하여 빠른 치유를 돕고 재발을 예방하는 통합 의료서비스를 제공하고 있다. MRI 및 CT 스캐너와 같은 진단 장비와 도수치료, 체외충격파, 운동치료, 물리치료 등이 그것이다.
하버드 의대 오셔 연구소, 캘리포니아 어바인 의대 등 여러 국제 의료기관들과 공동 연구를 수행했다. 최근 자생의료재단의 명예회장인 신준식 박사는 20,000 명 이상의 미국 정골의사가 참석한 ‘‘Osteopathic Medical Education Conference 2018’ (OMED)에서 자생 비수술 치료법 강연을 하였다. 또한 미국 미시간 주립대에서는 2015년 이후 자생의 비수술 치료법을 보수교육 커리큘럼에 포함하기도 했다.  
자생한방병원의 국제진료센터는 매년 1,500명 이상의 외국인 환자를 치료하고 있다. 국제진료센터에는 영어, 일본어, 몽골어, 아랍어, 러시아어를 구사하는 약 10명의 국제의료관광코디네이터가 상주하고 있어, 국가별 언어통역 서비스를 제공하고 있다. 서비스에는 공항 교통편, 의료문서 지원, 온라인 상담, 초청의견, 여행 및 숙박, 보험청구 및 지역여행이 포함된다.
자생한방병원은 근거 중심의 한의학 발전을 위해 1999년 자생생명공학연구소(자생척추관절연구소 전신)를 설립하여 자생 비수술 척추관절치료법에 대한 안전성과 유효성을 임상연구로 입증해왔다.
또한 1999년에 자생한방병원으로 확장⋅개원하면서 의료진 보수교육 프로그램도 확대되었다. 자생한방병원의 보수교육은 근골격계 및 퇴행성 질환에 대한 정확한 진단 및 표준화된 치료를 제공하여 환자가 최적의 비수술 치료 결과를 얻을 수 있도록 한다.
2013년 11월 전국 15개의 자생 병의원이 (재)자생의료재단으로 통합해 재출범했으며 현재 자생의료재단 소속병원으로는 20개의 병의원이 있다.

## 연혁
- 2018년 9월 청주자생한방병원 개원
- 2018년 3월 자생 국제학술대회 개최 - 비수술 척추관절 치료의 현재와 미래
- 2017년 11월 자생한방병원 논현 확장 이전
- 2017년 9월 인천자생한방병원 개원
- 2017년 8월 수원자생한의원, 수원자생한방병원으로 승격 개원
- 2017년 2월 부천자생한방병원 추나요법 건강보험 시범기관으로 선정
- 2016년 10월 2016메디컬코리아 글로벌헬스케어 보건복지부 장관상 수상 - 해외환자 유치 공로
- 2016년 8월 광주자생한방병원 개원
- 2016년 7월 광화문자생한방병원 개원
- 2016년 3월 미국 풀러튼 자생, 개원 7주년 이전 오픈식
- 2015년 9월 대구자생한방병원 개원
- 2015년 4월 잠실 자생, 한방병원으로 승격 이전
- 2015년 1월 국내 최초 2회 연속 보건복지부 지정 한방척추전문병원 선정
- 2014년 8월 강남구 해외환자유치 우수의료기관 공로패 수상
- 2014년 7월 보건복지부 의료기관 인증마크 획득
- 2014년 6월 경희대 한의과대학 임상교육협력기관 지정
- 2014년 1월 2014 메디컬 대표브랜드 대상 국회보건복지위원장상 수상
- 2013년 12월 2013메디컬코리아대상 한방척추부문 대상 수상
- 2013년 9월 자생의료재단 '2013 대한민국 보건산업대상' 보건복지부 장관상 표창 수상
- 2013년 4월 글로벌헬스케어 해외환자유치 병의원부문 보건복지부장관상 표창
- 2012년 11월 2012 자생 비전 선포식 개최
- 2012년 4월 창원 자생한방병원 개원
- 2011년 3월 해운대 자생한방병원 개원
- 2011년 3월 분당 자생한의원, 한방병원으로 승격 이전
- 2010년 11월 자생한의원 개원 울산 자생한방병원 개원
- 2010년 4월 대전 자생한방병원 개원
- 2010년 4월 목동자생, 한방병원으로 승격
- 2009년 3월 해외 진출 1호 병원, 미국 풀러튼 자생 개원
- 2008년 7월 대한민국보건산업대상 한방의료부분 표창(한국보건산업진흥원)
- 2007년 1월 보건복지부 지정 한방척추전문병원 시범기관 선정
- 2006년 8월 목동 자생한의원 개원
- 2006년 7월 부천 자생한방병원 개원
- 2006년 4월 분당 자생한의원 개원
- 2002년 6월 자생생명공학연구소 확장이전
- 2002년 6월  복지부 보건의료기술 연구기관으로 지정 / 경희대동서의학대학원 산학연구소 지정
- 2001년 3월 신준식 이사장 2001년도 한국기네스 의학부문 기록자로 기록
- 2001년 1월 보건산업진흥원 지정 한방 "헬스투어" 병원 지정
- 2000년 1월 재단법인 자생의료재단 설립
- 1999년 10월 자생생명공학연구소 설립
- 1999년 6월 자생한방병원으로 확장 이전 개원
- 1990년 3월 자생한방병원 전신인 ‘자생한의원’으로 개원

## 사진

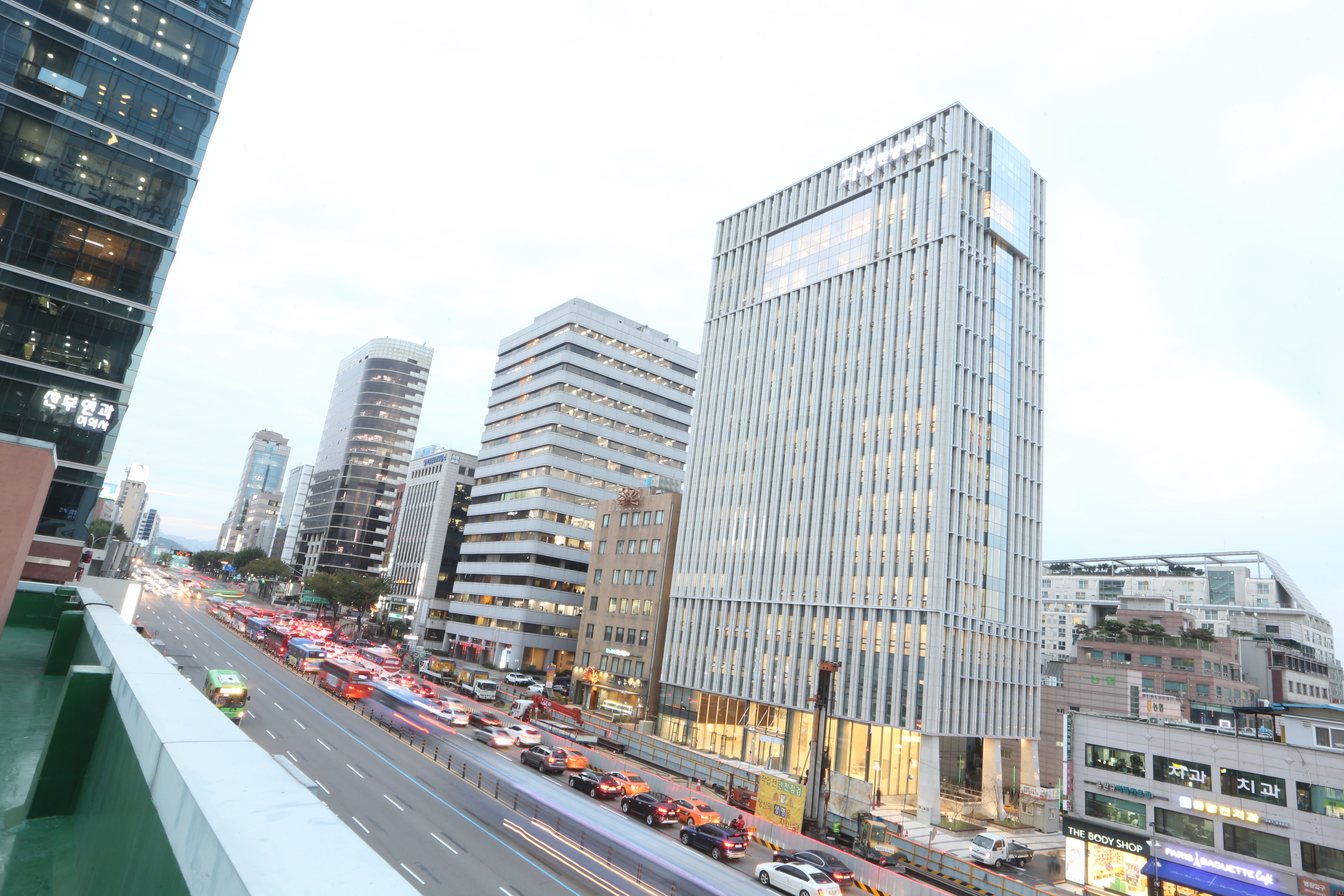
자생한방병원(강남) 전경
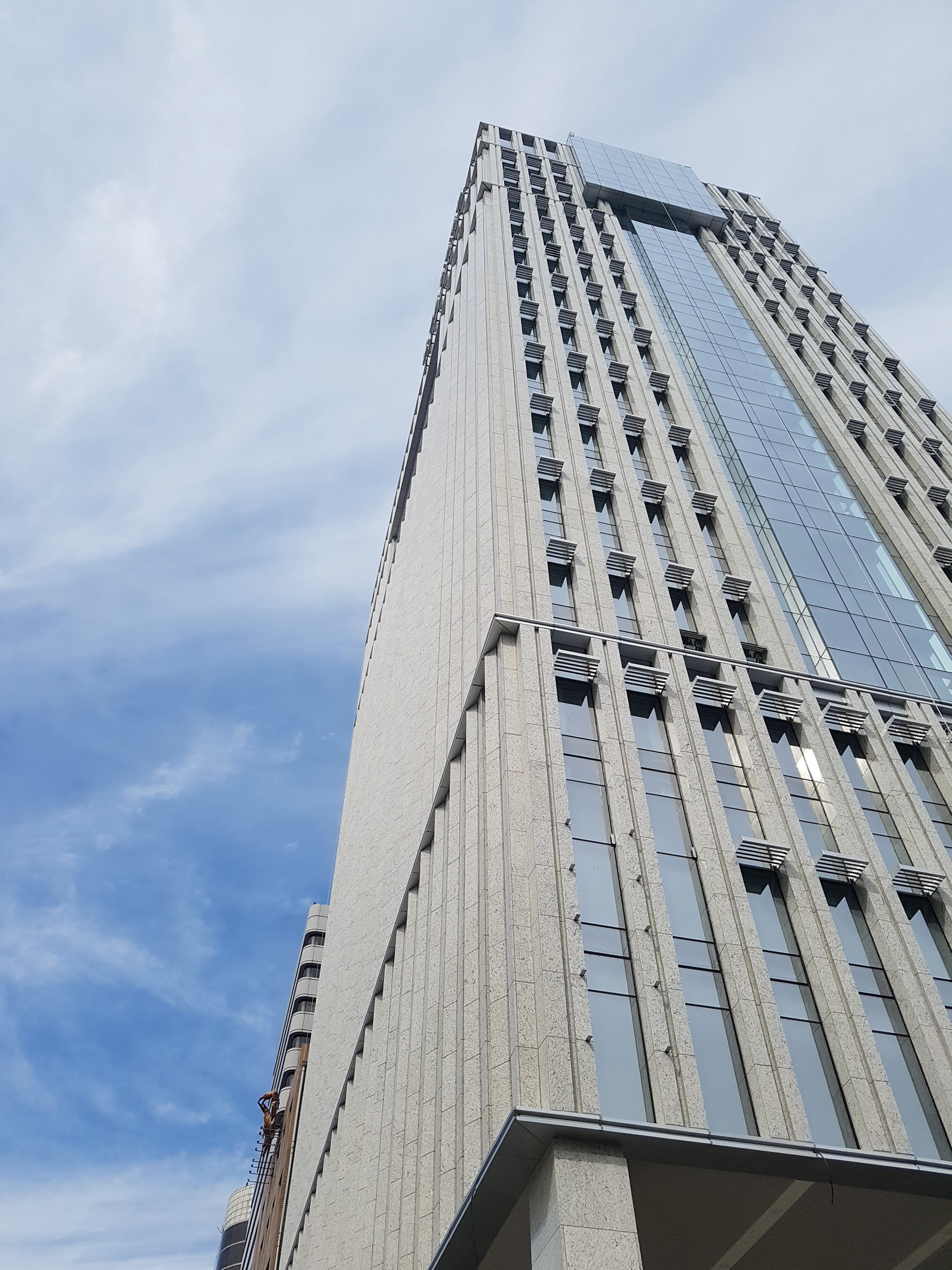
자생한방병원(강남) 옆모습

## 병원 목록
- 자생한방병원
- 광화문 자생한방병원
- 노원 자생한방병원
- 목동 자생한방병원
- 잠실 자생한방병원
- 부천 자생한방병원
- 분당 자생한방병원
- 수원 자생한방병원
- 안산 자생한방병원
- 인천 자생한방병원
- 일산 자생한방병원
- 평촌 자생한의원
- 광주 자생한방병원
- 대구 자생한방병원
- 대전 자생한방병원
- 서면 자생한의원
- 울산 자생한방병원
- 창원 자생한방병원
- 천안 자생한방병원
- 청주 자생한방병원
- 해운대 자생한방병원